# Спишске-Быстре
Спишске-Быстре (словац. Spišské Bystré, до 1948 года — Кубахи, словац. Kubachy) — село и одноимённая община в районе Попрад Прешовского края Словакии. В письменных источниках начинает упоминаться с 1294 года.

## География
Село расположено в западной части края, на берегах реки Бистры, вблизи места впадения её в реку Горнад, при автодороге 3075. Абсолютная высота — 678 метров над уровнем моря. Площадь муниципалитета составляет 18,24 км².

## Население
По данным последней официальной переписи 2021 года, численность населения Спишске-Быстре составляла 2479 человек.
Динамика численности населения общины по годам:
| Год:                | 1994 | 2004    | 2014    | 2024    |
| ------------------- | ---- | ------- | ------- | ------- |
| Количество человек: | 2174 | 2391    | 2484    | 2480    |
| Разница:            |      | +9,98 % | +3,88 % | −0,16 % |

Национальный состав населения (по данным переписи населения 2011 года):
| Национальность | Численность, человек |
| -------------- | -------------------- |
| словаки        | 2262                 |
| цыгане         | 76                   |
| чехи           | 6                    |
| немцы          | 1                    |
| русины         | 1                    |
| другие         | 1                    |
| не указана     | 90                   |
| всего          | 2437                 |

По данным переписи 2021 года, в конфессиональном составе населения преобладали католики (85,1 %), также были представлены греко-католики (0,8 %), лютеране (0,6 %) и др. 12 % населения деревни составляли атеисты.